# Paula Daruich
Paula Daruich Velit (* 2. April 2004) ist eine peruanische Leichtathletin, die sich auf den Sprint spezialisiert hat und auch im Weitsprung antritt. Aktuell ist sie Inhaberin des Landesrekordes über 100 Meter.

## Sportliche Laufbahn
Erste internationale Erfahrungen sammelte Paula Daruich im Jahr 2021, als sie bei den U20-Südamerikameisterschaften in Lima mit 12,90 s in der Vorrunde im 100-Meter-Lauf ausschied und mit 5,47 m den sechsten Platz im Weitsprung belegte. Zudem wurde sie mit der peruanischen 4-mal-100-Meter-Staffel disqualifiziert. Anschließend belegte sie bei den U18-Südamerikameisterschaften in Encarnación mit 12,50 s den sechsten Platz über 100 Meter und wurde mit 5,49 m Achte im Weitsprung. Im Jahr darauf belegte sie bei den Hallensüdamerikameisterschaften in Cochabamba mit 7,84 s den achten Platz im 60-Meter-Lauf und erreichte mit 5,35 m den siebten Platz im Weitsprung. Im Juli schied sie bei den Juegos Bolivarianos in Valledupar mit 12,39 s im Vorlauf über 100 Meter aus und belegte mit der 4-mal-100-Meter-Staffel in 48,60 s den vierten Platz. Ende September gelangte sie bei den U23-Südamerikameisterschaften in Cascavel mit 11,94 s auf Rang sieben über 100 Meter. 2023 belegte sie bei den U20-Südamerikameisterschaften in Bogotá in 11,74 s den fünften Platz über 100 Meter und gelangte im Weitsprung mit 5,69 m auf Rang sieben. Anschließend schied sie bei den Südamerikameisterschaften in São Paulo mit 11,83 s im Vorlauf über 100 Meter aus und im August kam sie bei den U20-Panamerikameisterschaften in Mayagüez mit 12,26 s ebenfalls nicht über den Vorlauf hinaus und belegte im Weitsprung mit 5,80 m den fünften Platz. Im Jahr darauf schied er bei den Hallensüdamerikameisterschaften in Cochabamba mit 7,66 s im Vorlauf über 60 Meter aus. Im Mai schied sie bei den Ibero-Amerikanischen Meisterschaften in Cuiabá mit 11,87 s im Vorlauf über 100 Meter aus und belegte mit der Staffel in 46,91 s den siebten Platz. Im September gewann sie bei den U23-Südamerikameisterschaften in Bucaramanga mit 6,01 m die Bronzemedaille im Weitsprung hinter den Brasilianerinnen Vanessa Sena und Raissa Romao und über 100 Meter belegte sie in 11,86 s den vierten Platz. Zudem kam sie im Staffelbewerb über 4-mal 100 Meter nicht ins Ziel und gewann mit der 4-mal-400-Meter-Staffel in 4:04,14 min die Bronzemedaille hinter den Teams aus Kolumbien und Brasilien. 
2025 schied sie bei den Hallensüdamerikameisterschaften in Cochabamba mit 7,65 s im Vorlauf über 60 Meter aus und gelangte im Weitsprung mit 5,84 m auf Rang sieben. Ende April verpasste sie bei den Südamerikameisterschaften in Mar del Plata mit 11,80 s den Finaleinzug über 100 Meter und belegte im 4-mal-100-Meter-Staffelbewerb in 46,70 s den vierten Platz. Zudem gelangte sie im Weitsprung mit 5,79 m auf den achten Platz.
In den Jahren von 2022 bis 2025 wurde Daruich peruanische Meisterin im 100-Meter-Lauf sowie 2022 und 2023 über 200 Meter. 2025 wurde sie auch Landesmeisterin im Weitsprung.

## Persönliche Bestleistungen
- 100 Meter: 11,74 s (−0,1 m/s), 19. Mai 2023 in Bogotá (peruanischer Rekord)
  - 60 Meter (Halle): 7,49 s, 11. März 2023 in Lima
- 200 Meter: 25,10 s (+1,3 m/s), 16. Juni 2023 in Lima
- Weitsprung: 6,01 m (−0,5 m/s), 27. September 2024 in Bucaramanga